# Heterocerus fusculus etruscus
Heterocerus fusculus etruscus Mascagni, 1986 è una sottospecie di coleottero, appartenente alla famiglia Heteroceridae, endemica della regione Toscana.
Si trova in terreni sabbiosi o presso acque stagnanti ricche di alghe, come nel Parco naturale di Migliarino, San Rossore, Massaciuccoli.